# アッシュランド駅
アッシュランド駅（英語：Ashland Station ）は、アメリカ合衆国バージニア州アッシュランド ノース・レールロード・ロード112にある駅。 全米各地を結ぶ旅客鉄道のアムトラックが乗り入れている。

## 概要
アッシュランド駅は、プラットホームと待合室で構成されている。アムトラックの列車はこの小さなリッチモンドの郊外、大学町を行き来しており、乗客のための美しい景色を提供している。列車はコロニアルリバイバル様式、クイーンアン様式の家並や美しい木陰が並ぶ2つの通りの間を走る。

## 利用可能な鉄道路線／列車
アムトラックの停車する列車は下記の通り。
ニューヨークとノーフォーク間の昼行長距離列車ノースイースト・リージョナル…1日1往復停車
ボストンとニューポートニューズ間の昼行長距離列車ノースイースト・リージョナル…1日2往復停車
ボストンとリッチモンド間の昼行長距離列車ノースイースト・リージョナル…1日2往復停車

## 駅周辺
ランドルフ・メーコン大学（Randolph–Macon College）